# Renovare
Renovare este un film românesc din 2009 regizat de Paul Negoescu. Rolurile principale au fost interpretate de actorii Simona Bondoc,Clara Vodă, Andrei Runcanu.

## Distribuție
Distribuția filmului este alcătuită din:
- Mircea Rusu — Soțul Doinei
- Alexandru Boldeanu
- Simona Bondoc — Flori
- Viorica Florea
- Tomiță Alexandru
- Andrei Runcanu — Alex
- Diana Cavallioti — Prietena lui Alex
- Clara Vodă — Doina
- Eugenia Manea